# Булгак (село)
Булгак (укр. Булгак) — упразднённое село в Сакском районе Республики Крым, располагавшееся на северо-востоке района, включённое в 1948 году в состав села Ильинка. Сейчас — отдельное поселение в 300 м от южной окраины села.

### Динамика численности населения
| - 1806 год — 42 чел. - 1864 год — 56 чел. - 1889 год — 222 чел. - 1892 год — 71 чел. | - 1900 год — 70 чел. - 1915 год — 310 чел. - 1926 год — 308 чел. - 1939 год — 230 чел. |

## История
Первое документальное упоминание села встречается в Камеральном Описании Крыма… 1784 года, судя по которому, в последний период Крымского ханства Болгак входил в Каракуртский кадылык Бахчисарайского каймаканства. После присоединения Крыма к России (8) 19 апреля 1783 года, (8) 19 февраля 1784 года, именным указом Екатерины II сенату, на территории бывшего Крымского Ханства была образована Таврическая область и деревня была приписана к Евпаторийскому уезду. После Павловских реформ, с 1796 по 1802 год, входила в Акмечетский уезд Новороссийской губернии. По новому административному делению, после создания 8 (20) октября 1802 года Таврической губернии, Булгак был включён в состав Урчукской волости Евпаторийского уезда.
По Ведомости о волостях и селениях, в Евпаторийском уезде с показанием числа дворов и душ… от 19 апреля 1806 года в деревне Булгак числилось 4 двора, 41 крымский татарин и 1 ясыр. На военно-топографической карте генерал-майора Мухина 1817 года деревня Булгак обозначена с 10 дворами. После реформы волостного деления 1829 года Бурлюк, согласно «Ведомости о казённых волостях Таврической губернии 1829 года» остался в составе Урчукской волости. На карте 1836 года в деревне 20 дворов, как и на карте 1842 года.
В 1860-х годах, после земской реформы Александра II, деревню приписали к Абузларской волости. Согласно «Памятной книжке Таврической губернии за 1867 год», деревня Булгак была покинута жителями в 1860—1864 годах, в результате эмиграции крымских татар, особенно массовой после Крымской войны 1853—1856 годов, в Турцию и вновь заселена татарами под тем же названием. В «Списке населённых мест Таврической губернии по сведениям 1864 года», составленном по результатам VIII ревизии 1864 года, Булгак — владельческая татарская деревня, с 5 дворами, 56 жителями и мечетью при колодцах. По обследованиям профессора А. Н. Козловского 1867 года, вода в колодцах деревни Бурлак была солоновато-горькая, а их глубина достигала 26—30 саженей (55—63 м). На трёхверстовой карте 1865—1876 года в деревне Булгак обозначено 12 дворов). В «Памятной книге Таврической губернии 1889 года», по результатам Х ревизии 1887 года, в деревне Булгак числилось 38 дворов и 222 жителея. Согласно «…Памятной книжке Таврической губернии на 1892 год», в деревне Булгак, входившей в Асан-Аджинский участок, числился 71 житель в 12 домохозяйствах, все безземельные.
Земская реформа 1890-х годов в Евпаторийском уезде прошла после 1892 года, в результате Булгак отнесли в состав Кокейской волости. По «…Памятной книжке Таврической губернии на 1900 год» в деревне числилось 70 жителей в 22 дворах, имевших в частном владении 2373 десятины земли. По Статистическому справочнику Таврической губернии. Ч.II-я. Статистический очерк, выпуск пятый Евпаторийский уезд, 1915 год, в деревне Булгак Кокейской волости Евпаторийского уезда числилось 57 дворов (2 двора с землёй, 55 — безземельные) со смешанным населением в количестве 121 человек приписных жителей и 189 — «посторонних», из которых 169 мужчин и 141 женщина. Жители владели 2242 десятинами удобной земли. В хозяйствах имелось 235 лошадей, 38 волов, 78 коров и 980 голов мелкого скота.
После установления в Крыму Советской власти, по постановлению Крымревкома от 8 января 1921 года № 206 «Об изменении административных границ» была упразднена волостная система и село вошло в состав Евпаторийского района Евпаторийского уезда, а в 1922 году уезды получили название округов. 11 октября 1923 года, согласно постановлению ВЦИК, в административное деление Крымской АССР были внесены изменения, в результате которых округа были отменены и произошло укрупнение районов — территорию округа включили в Евпаторийский район. Согласно Списку населённых пунктов Крымской АССР по Всесоюзной переписи 17 декабря 1926 года, в селе Булгак, Кокейкого сельсовета Евпаторийского района, числилось 69 дворов, из них 55 крестьянских, население составляло 308 человек, из них 111 татар, 91 русский, 90 украинцев, 6 немцев, 4 армян, 1 еврей, 5 записаны в графе «прочие», действовала русская школа. На хуторе Булгак — 17 дворов, 89 жителей (82 русских, 7 украинцев). После создания 15 сентября 1931 года Фрайдорфского (переименованного в 1944 году в Новосёловский) еврейского национального (лишённого статуса национального постановлением Оргбюро ЦК КПСС от 20 февраля 1939 года) района Булгак включили в его состав. По данным всесоюзной переписи населения 1939 года в селе проживало 230 человек.
В 1944 году, после освобождения Крыма от фашистов, согласно Постановлению ГКО № 5859 от 11 мая 1944 года, 18 мая крымские татары были депортированы в Среднюю Азию. С 25 июня 1946 года село в составе Крымской области РСФСР. Указом Президиума Верховного Совета РСФСР от 18 мая 1948 года, Булгак присоединили к Ильинке.